# Saint-Hilaire-la-Gravelle
Saint-Hilaire-la-Gravelle är en kommun i departementet Loir-et-Cher i regionen Centre-Val de Loire i de centrala delarna av Frankrike. Kommunen ligger i kantonen Morée som tillhör arrondissementet Vendôme. År 2022 hade Saint-Hilaire-la-Gravelle 656 invånare.

## Befolkningsutveckling
Antalet invånare i kommunen Saint-Hilaire-la-Gravelle
| Referens: INSEE |